# Etazhi
Etazhi (IPA: [ɪtɐˈʐɨ], Russian Этажи pt: "Andares") é o segundo álbum de estúdio da banda pós-punk bielorrussa Molchat Doma, lançado pela primeira vez em 7 de setembro de 2018 pela Detriti Records. Após a assinatura da banda com a gravadora Sacred Bones Records em janeiro de 2020, o álbum foi relançado na América do Norte pela primeira vez em 27 de março de 2020.

## Composição
A produção de Etazhi foi descrita pela crítica como lo-fi, mas um pouco mais limpa e influenciada pelos anos 80 do que o álbum de estreia da banda em 2017, С крыш наших домов (Dos telhados de nossas casas). No lugar de uma bateria acústica, a banda usa uma bateria eletrônica, programada pelo guitarrista e engenheiro de som da banda Roman Komogortsev. Maximilian Turp-Balazs of Emerging Europe fez comparações com o álbum Power, Corruption & Lies de 1983 do New Order, especialmente para a faixa de abertura do álbum, "На дне" ("No fundo").

Os temas principais das letras são o clima político de opressão, a vida sob o regime comunista na Bielorrússia, e funcionários do governo compartilhando semelhanças com empresários. Turp-Balazs explica:
Esses temas líricos são sugeridos pelo nome do álbum, que faz referência aos altos prédios em blocos de apartamentos stalinistas que ainda dominam as paisagens de muitas cidades da antiga União Soviética, bem como a capa do álbum que retrata o Hotel Panorama na atual Eslováquia, frequentemente considerada um ícone da arquitetura socialista-realista.
A faixa "Судно (Борис Рыжий)" é a versão musicalizada do poema "Эмалированное судно" ("Penico Esmaltado") do poeta e escritor Boris Ryzhy.

## Lançamento
Mais de um ano antes do lançamento do álbum, sua oitava faixa, "Коммерсанты" ("Homem de negócios"), foi lançada como single digital pelo Bandcamp em 24 de julho de 2017. Etazhi foi lançado em 7 de setembro de 2018 pelo selo independente alemão Detriti Records como um download e em vinil de 12 polegadas. O álbum também foi extra-oficialmente disponibilizado na íntegra no YouTube por um usuário chamado "Harakiri Diat", que também carregou álbuns completos de outras bandas pós-punk e synthwave. Esse upload de Etazhi atraiu dois milhões de ouvintes antes de finalmente ser retirado devido a um aviso de direitos autorais em 2020.
Molchat Doma assinou com o selo independente americano Sacred Bones Records em janeiro de 2020, que mais tarde relançou o Etazhi em 27 de março do mesmo ano. A reedição também foi a primeira edição norte-americana do álbum. Ao longo da primeira metade de 2020, a sétima faixa do álbum, "Судно (Борис Рыжий)" ["Penico Esmaltado"], se tornou viral no TikTok. A música apareceu em cerca de 100.000 vídeos da plataforma. Assim, a canção alcançou o segundo lugar no Spotify Global Viral 50 chart e o número um no United States Viral 50 chart no início de maio.

## Faixas
| N.º            | Título                | Duração |  |
| 1.             | "На дне"              |         |  |
| 2.             | "Танцевать"           |         |  |
| 3.             | "Фильмы"              |         |  |
| 4.             | "Волны"               |         |  |
| 5.             | "Тоска"               |         |  |
| 6.             | "Прогноз"             |         |  |
| 7.             | "Судно (Борис Рыжий)" |         |  |
| 8.             | "Коммерсанты"         |         |  |
| 9.             | "Клетка"              |         |  |
| Duração total: | Duração total:        | 33:13   |  |

## Créditos
Ficha técnica: 
- Egor Shkutko - vocais
- Roman Komogortsev - guitarra, sintetizadores, programação de bateria eletrônica, mixagem, gravação, masterização
- Pavel Kozlov - baixo, sintetizadores

## Histórico de lançamento
| Região           | Encontro              | Formato               | Rótulo | Catálogo nº | Ref.          |
| ---------------- | --------------------- | --------------------- | --- | ----------- | ------------- |
| Vários           | 7 de setembro de 2018 | Download, streaming   | Detriti\| style="background: #ececec; color: grey; vertical-align: middle; text-align: center; " class="table-na"\|— | [ 5 ]       |               |
| Europa           | 7 de setembro de 2018 | Vinil de 12 polegadas | Detriti\| style="background: #ececec; color: grey; vertical-align: middle; text-align: center; " class="table-na"\|— | DR-004      | [ 13 ] [ 14 ] |
| América do Norte | 27 de março de 2020   | Vinil de 12 polegadas | Ossos Sagrados | SBRLP3037   | [ 15 ]        |
| América do Norte | 27 de março de 2020   | CD                    | Ossos Sagrados | SBRCD3037   | [ 15 ]        |